# Vernouillet (Eure y Loir)
 Vernouillet  es una población y comuna francesa, en la región de  Centro, departamento de Eure y Loir, en el distrito de Dreux y cantón de Dreux-Sud.

## Demografía
| 2112 | 4070 | 8142 | 10 318 | 11 680 | 11 496 |
| Para los censos de 1962 a 1999 la población legal corresponde a la población sin duplicidades (Fuente: INSEE [Consultar]) |      |      |        |        |        |